# Jean Chassagne (pilote automobile)
Pour les articles homonymes, voir Jean Chassagne et Chassagne.

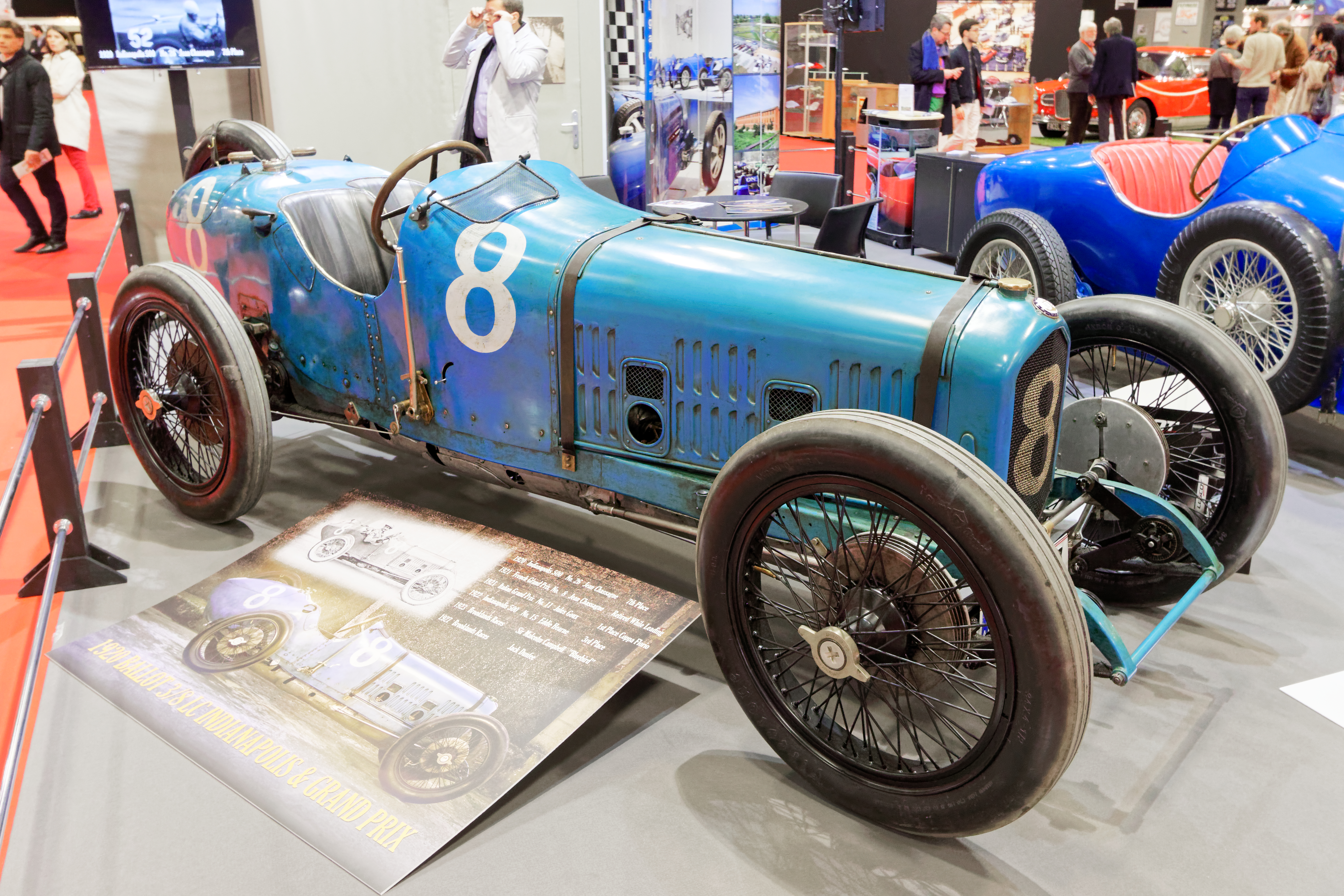
La Ballot châssis no 2 de Chassagne, utilisée en 1920 aux 500 milles d'Indianapolis, et au GP de France 1921.

Jean Chassagne, né le 26 juillet 1881 à La Croisille-sur-Briance (Haute-Vienne) et mort le 13 avril 1947 dans cette même commune, était un pilote automobile français, et l'un des Bentley Boys.

## Biographie
Il débuta la compétition automobile en 1910 comme pilote d'usine chez Hispano-Suiza (après avoir été mécanicien embarqué, notamment de Victor Demogeot en 1907), finissant 4e de la Coupe de Catalogne et 3e du Grand Prix Coupe des Voiturettes la même année.
Lors du Grand Prix de France 1913, il termina 3e sur Sunbeam derrière Georges Boillot et Jules Goux (abandon l'année suivante), là encore comme conducteur officiel de cette marque.
Il obtint ensuite la pole position lors des 500 miles d'Indianapolis 1914, toujours sur Sunbeam (puis abandonna en course), mais le premier conflit mondial interrompit sa carrière, en servant dans l'armée française comme pilote de chasse.
En 1920 et 1921 il participa de nouveau aux 500 miles, finissant 7e la première fois après guerre après être apparu en quatrième position en début de course. En 1921, il termina deuxième avec son mécanicien embarqué Robert Laly de la première édition du Grand Prix d'Italie, sur Ballot 3L. (derrière Jules Goux). En 1921 (toujours sur Ballot) et 1922 (sur Sunbeam désormais) il dut abandonner lors du Grand Prix de France. En 1922 il remporta encore avec Robert Laly -devenu second pilote- le RAC Tourist Trophy organisé sur l'Île de Man, toujours à bord d'une Sunbeam (premier continental à vaincre dans cette compétition britannique), et participa également à la Coppa Florio. Il délaissa ensuite les monoplaces pour les voitures de sport, après une dernière victoire à la 6e course de côte de Gometz-le-Châtel près de Paris, fin 1925 sur Talbot 1.5L.
Aux 24 Heures du Mans il se classa 3 fois dans les 5 premiers en six participations consécutives de 1925 à 1930 (2e en 1925 avec l'anglais S. C. H. 'Sammy' Davis -vainqueur en 1927- pour sa première apparition, sur Sunbeam Sport Le Mans officielle, lors de la troisième édition de l'épreuve, et conduite sur Bentley 4½ Litre en 1928-29 pour ses 4e et 5e places; en 1927 associé pour la seconde fois consécutive à son ami Laly, les deux hommes menaient encore de trois tours l'épreuve devant les britanniques Dudley Benjafield et Sammy Davis à deux heures de la fin, lorsqu'ils durent abandonner au 122e passage -le 2227e kilomètres- sur une sortie de route de Chassagne par ennuis mécaniques, la distribution moteur étant altérée depuis quelques tours, dans une version dite Surbaissée de la marque Ariès). Il fut aussi troisième aux 24 Heures de Spa en 1927 avec Laly sur Ariès.
Chassagne cessa définitivement ses activités en course après une dernière apparition au Grand Prix d'Irlande 1930 (abandon, à Phoenix Park).
En l'honneur de son association avec Bentley Motors, un square sur Rolls Avenue a reçu l'appellation de Chassagne Square à Crewe.
Il est inhumé au cimetière de La Croisille-sur-Briance. En son hommage, le stade municipal de ce village s'appelle "Stade Jean Chassagne", et à Limoges une rue est également renommée en sa mémoire.

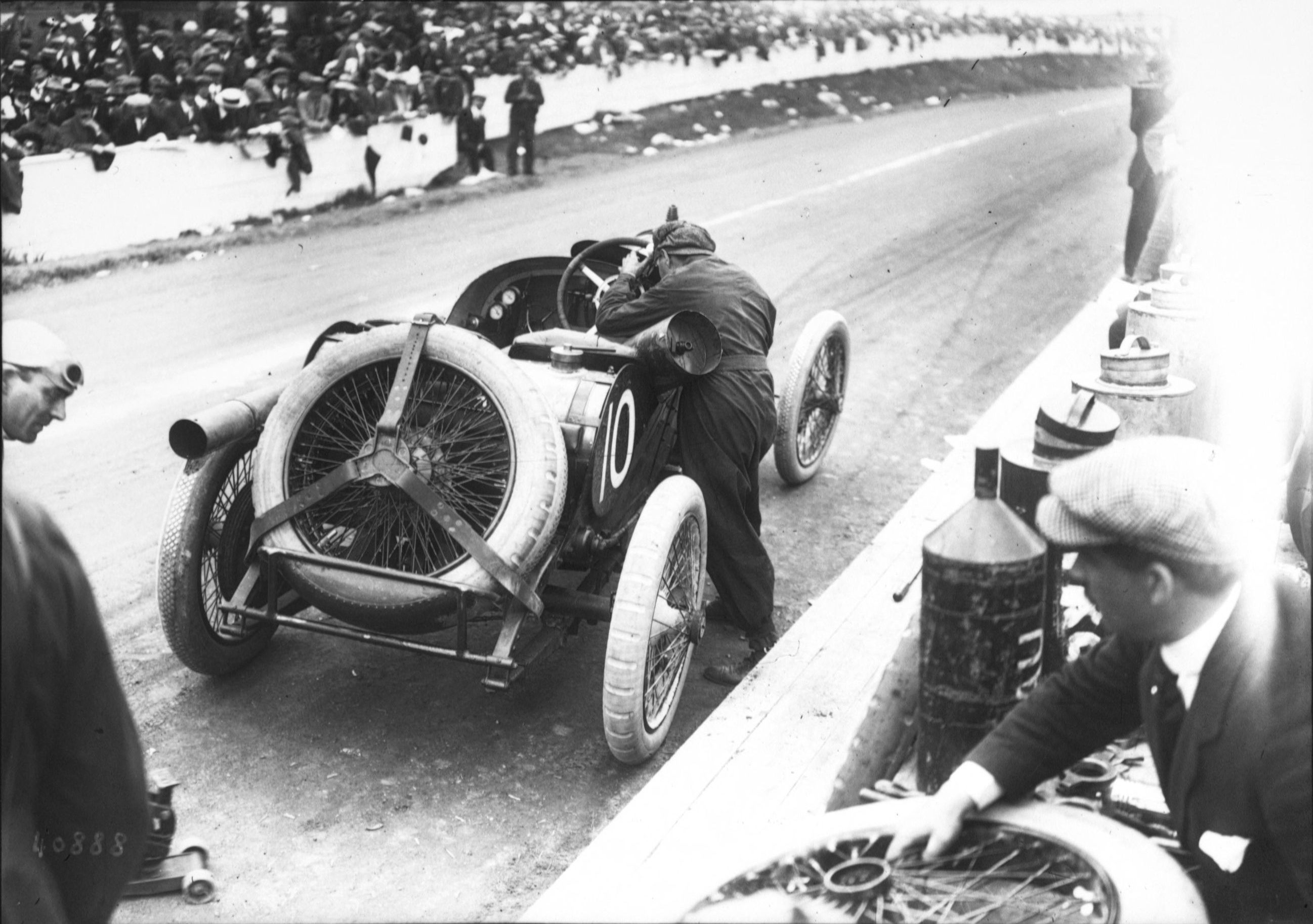
Chassagne au Grand Prix de France 1914...
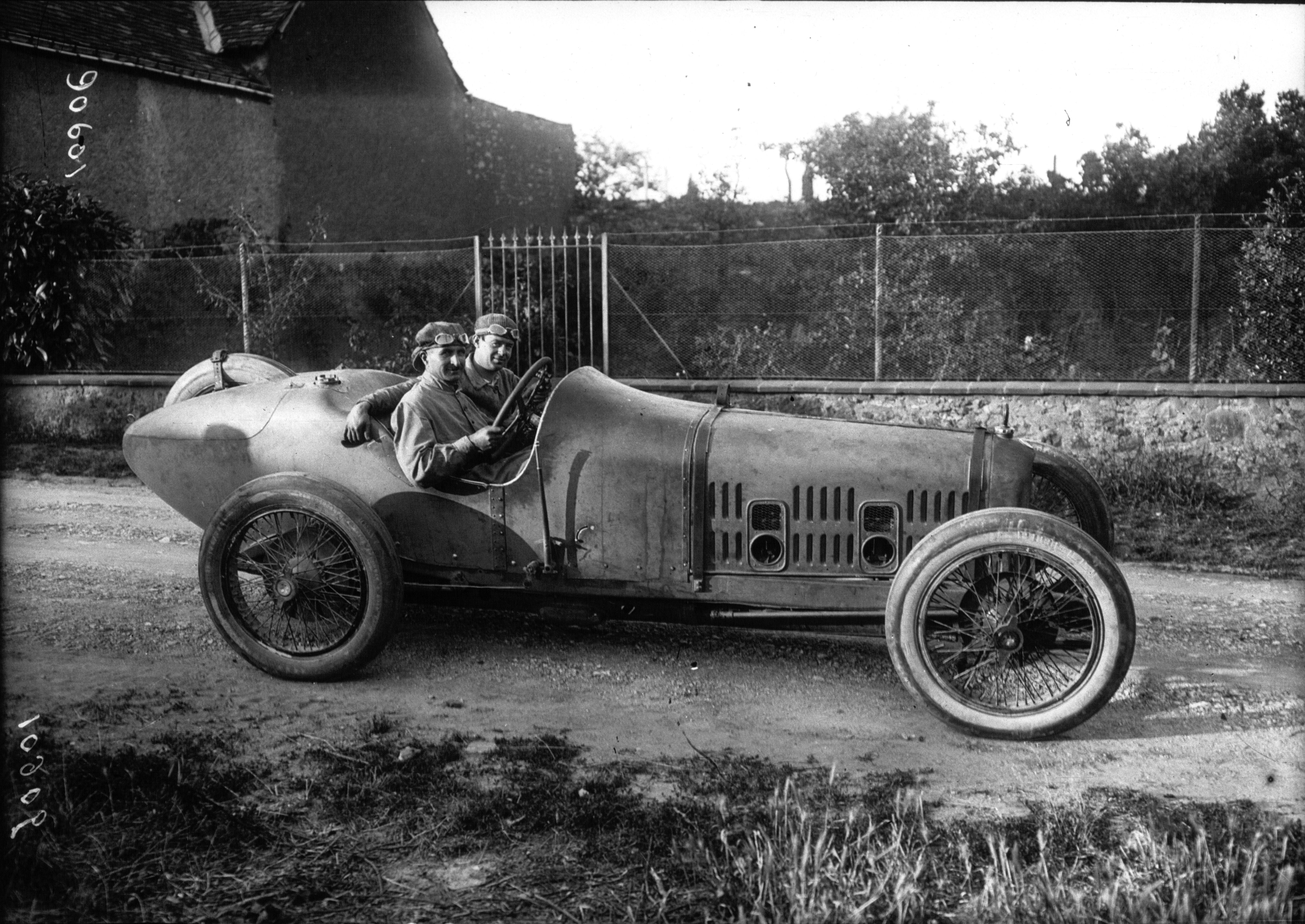
... au Grand Prix de France 1921...
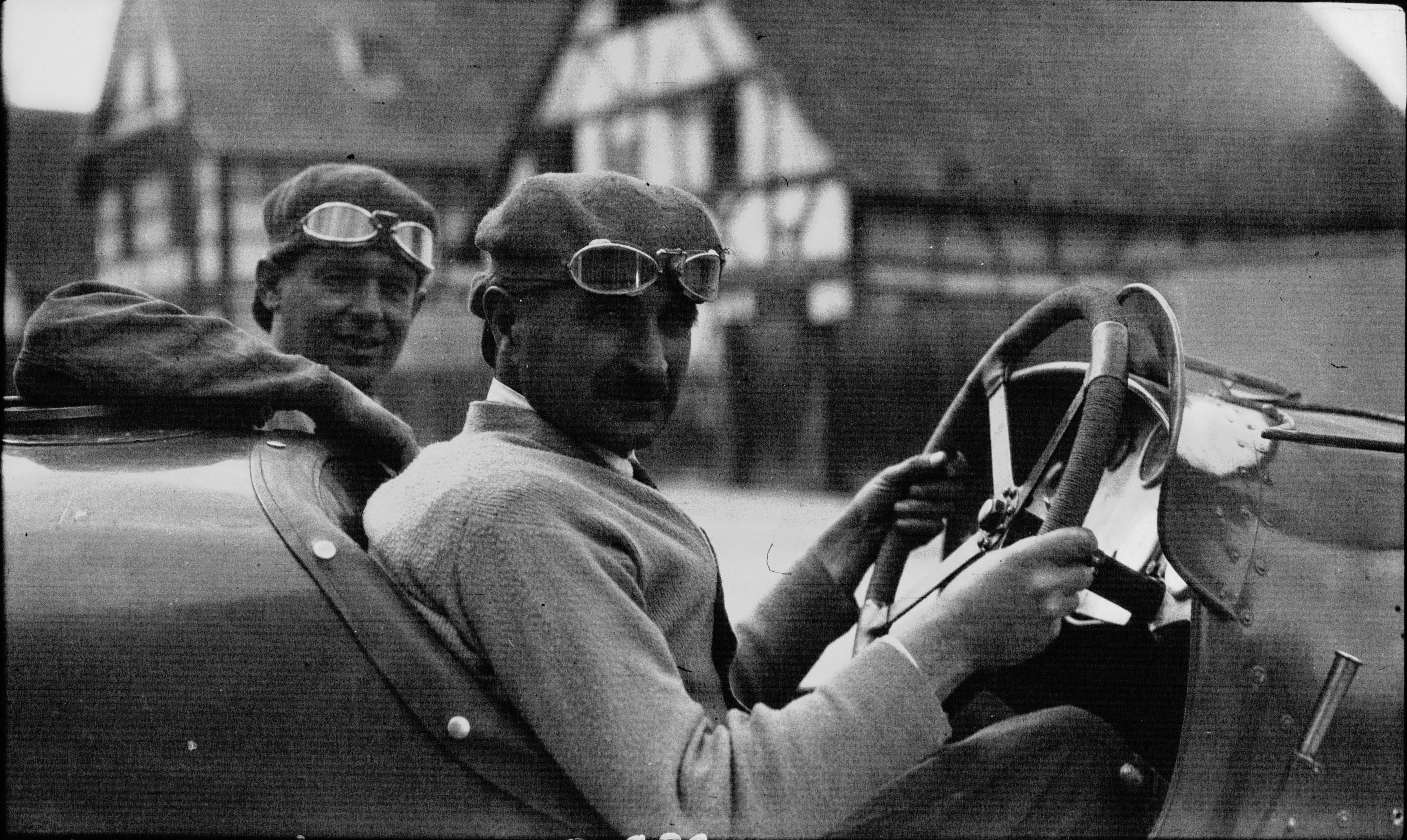
... et au Grand Prix de France 1922.
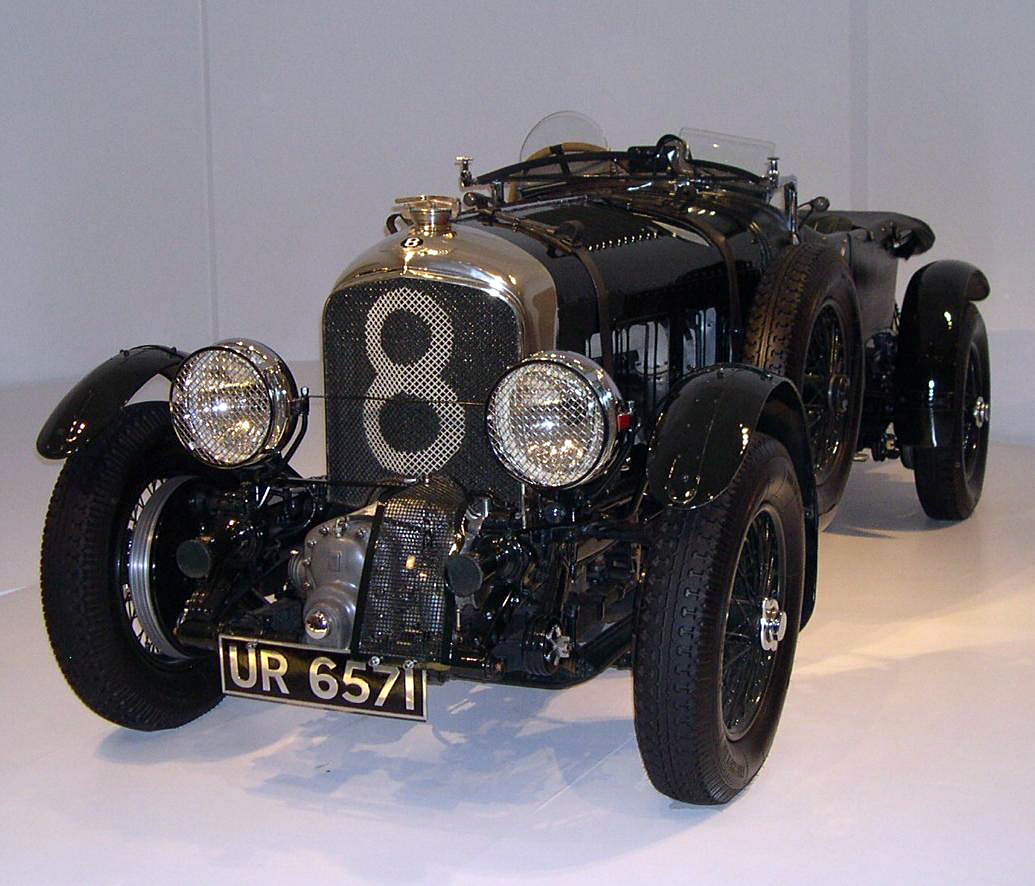
La Bentley 4½ Litre de Frank Clement et Chassagne, 4e des 24 Heures du Mans 1929.
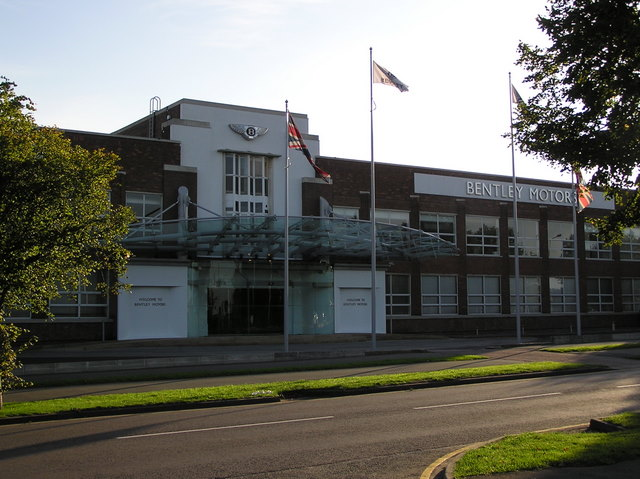
Siège social de Bentley Motors à Crewe, anciennement Rolls Royce Motor Cars.